# تولیو پینه‌لی
تولیو پینه‌لی (انگلیسی: Tullio Pinelli؛ زاده ۲۴ ژوئن ۱۹۰۸ – درگذشته ۷ مارس ۲۰۰۹) یک نویسنده اهل ایتالیا بود.
از فیلم‌هایی که وی در آن نقش داشته‌است، می‌توان به دوستان من، آسیاب رودخانه پو و در زیر پلکان باستانی اشاره کرد.